# Otto Veh
Otto Veh (* 8. September 1909; † 5. Dezember 1992) war ein deutscher Lehrer, Historiker und Übersetzer.

## Leben
Otto Veh studierte Latein, Griechisch, Deutsch und Geschichte und wurde 1933 in München promoviert. Er war im Schuldienst tätig, ab 1953 als Schulleiter des Humanistischen Gymnasiums in Fürth, ab 1960 bis 1974 als Leiter des Riemenschneider-Gymnasiums Würzburg.
Veh hat sich besonders als Übersetzer mehrerer lateinischer und griechischer Werke hervorgetan. Daneben veröffentlichte er zahlreiche Arbeiten zur fränkischen Regionalgeschichte, vor allem im Archiv für Geschichte von Oberfranken und im Jahrbuch des Historischen Vereins für Mittelfranken.

## Übersetzungen
- Plutarch: Alexander (Vitae Parallelae). 2 Bände, Bamberg 1958.
- Plutarch: Caesar (Vitae Parallelae). 2 Bände, Bamberg 1960.
- Xenophon: Hieron. Oder Gespräch über Tyrannis. Fürth 1960.
- Prokopios von Caesarea: Werke. 5 Bände, München 1961–1977.
- Ammianus Marcellinus: Das römische Weltreich vor dem Untergang. Einleitung und Anmerkungen von Gerhard Wirth. Zürich 1974, ISBN 3-7608-3514-7.
- Cassius Dio: Römische Geschichte. 5 Bände, Zürich 1985–1987.
- Appian von Alexandria: Römische Geschichte. 2 Bände, Hiersemann, Stuttgart 1987–1989.
- Zosimos: Neue Geschichte. Durchgesehen und erläutert von Stefan Rebenich. Stuttgart 1990, ISBN 3-7772-9025-4.
- mit Gerhard Wirth: Diodoros: Griechische Weltgeschichte. Einleitungen und Anmerkungen von verschiedenen weiteren Autoren. 10 Bände, Hiersemann, Stuttgart 1992–2008.

## Schriften
- Bayern und die Einigungsbestrebungen im deutschen Postwesen in den Jahren 1847–1850. Dissertation, Universität München 1933.
- Lexikon der römischen Kaiser. Von Augustus bis Justinian. Zürich 1976, ISBN 3-7608-4056-6; 3., ergänzte Auflage 1990, ISBN 3-7608-1035-7.